# Molnskog

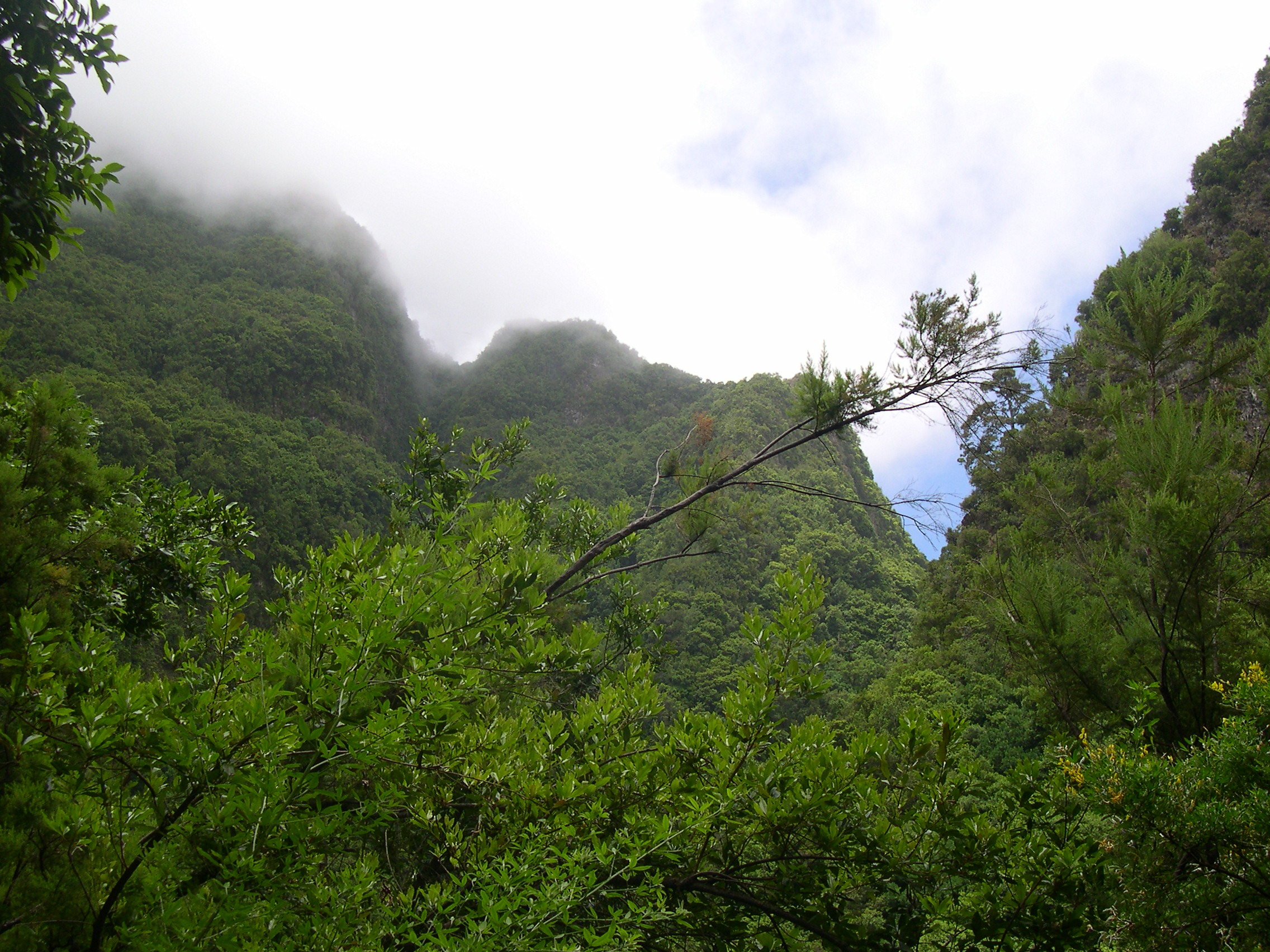
Tempererad molnskog (dimskog) på La Palma i Kanarieöarna.

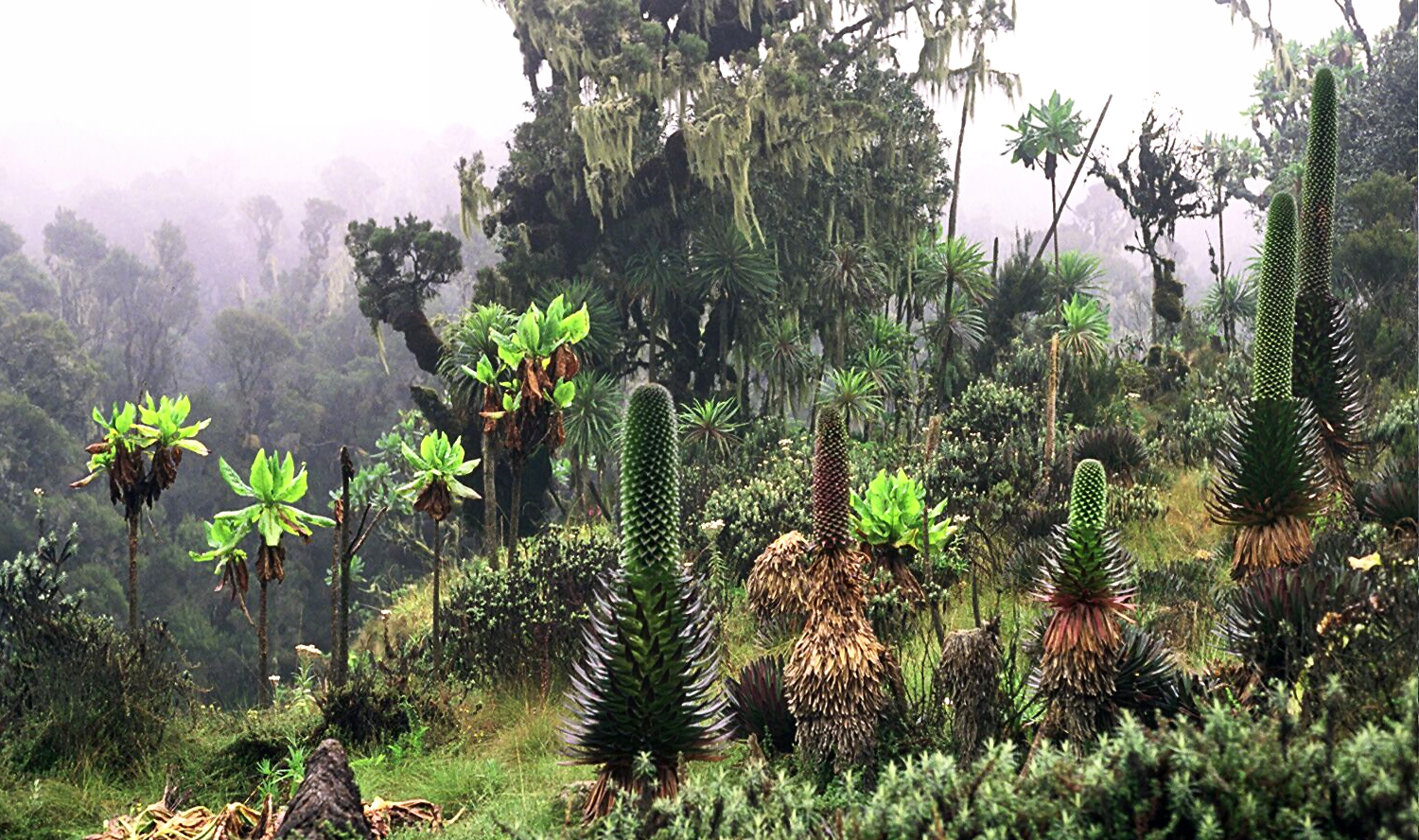
Växtlighet strax ovanför dimskogens (skymtas i bakgrunden) övergång till mossar och hedar på Ruwenzori.

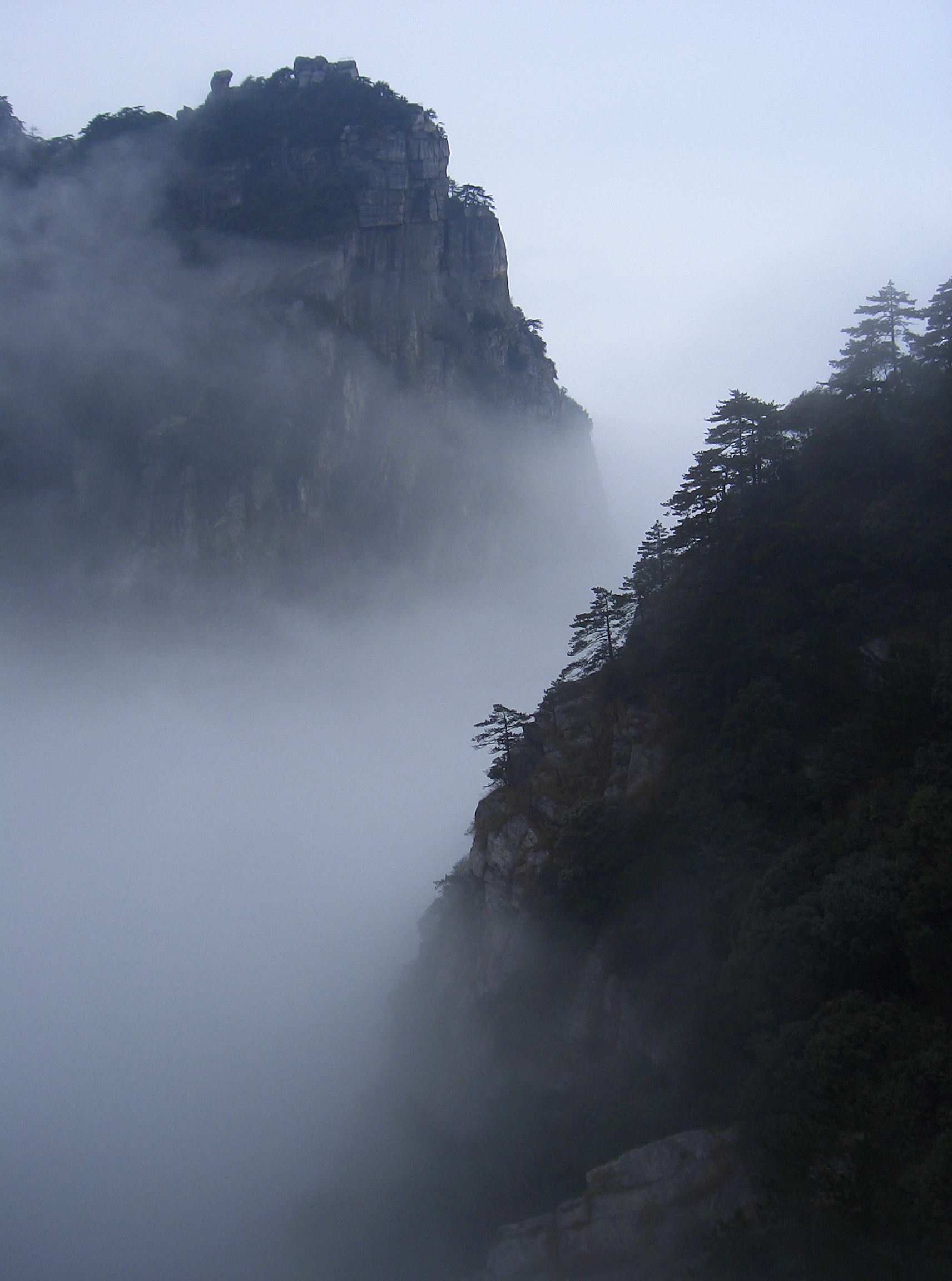
Dimskog på Lushan i sydöstra Kina.

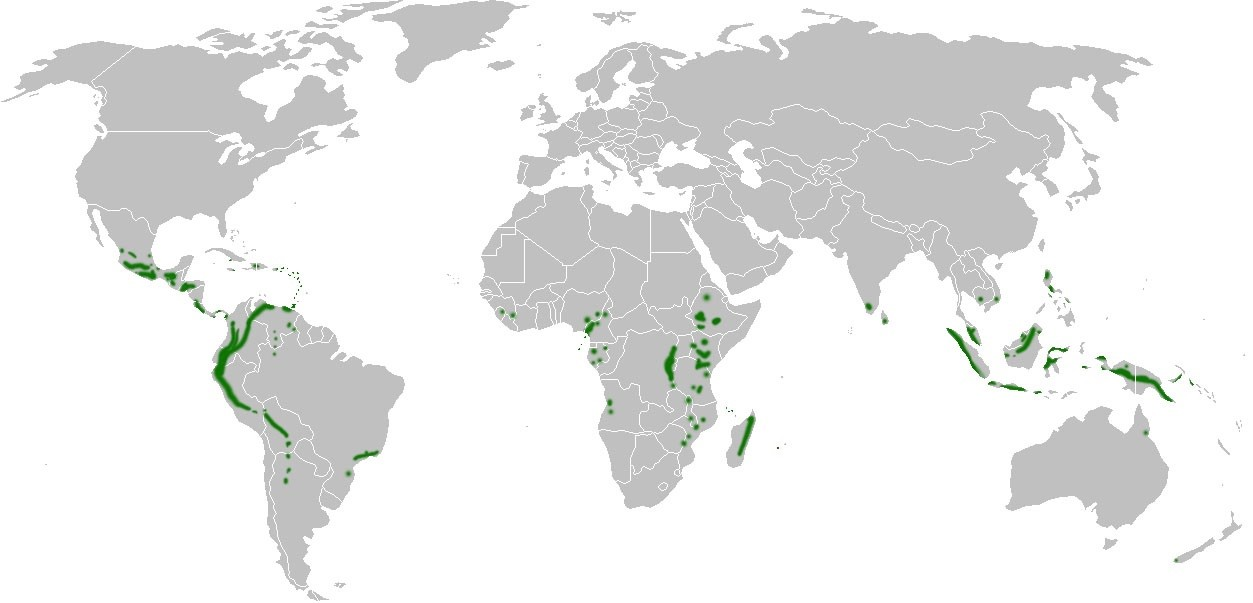
Världskarta med molnskogens utbredning.

Molnskog (engelska: tropical montane cloud forest, 'tropisk bergsmolnskog') eller dimskog är en typ av biotop i bergsregnskogar i tropiskt- eller subtropiskt klimat. Vissa molnskogar kan, på grund av temperaturen på högre höjd, anses växa i ett tempererat klimat och kallas då ofta dimskogar. I en molnskog förekommer nästan alltid moln eller dimma i höjd med trädkronorna.

## Beskrivning
De förhållanden som krävs för biotopen molnskog finns bara i ett ganska smalt bälte på en viss höjd där de atmosfäriska omständigheterna är de rätta. Molnskogen karaktäriseras av ett ihållande molnbälte i höjd med vegetationen vilket resulterar i en minskning av direkt solljus och därmed även en minskning av avdunstning och lägre temperatur än i omgivande tropiska skogarna. Träden inom dessa regioner är generellt kortare med kraftigare stammar än i de lägre regionerna av samma område. Fuktigheten i dessa skogar gynnar epifyter, och där finns mycket mossor, lavar och blommor som exempelvis orkidéer. Jorden är bördig men genomblöt med en övervikt av torv och humus. Den mesta nederbörden kommer i form av små droppar från dimman. Detta vatten ansamlas uppe i trädkronorna och droppar sedan ned till marken.
Molnskogar förekommer på vissa avgränsade altituder, beroende på region. I inlandet förekommer den oftast mellan 2000 och 3500 m ö.h. (exempel: Anderna, Ruwenzori), medan den i kustområden eller på isolerade bergsmassiv kan nå ner till 1000 m ö.h. (exempel: Hawaii). Under extremt fuktiga, havsnära förhållanden nära ekvatorn kan molnskogar bildas vid branta öberg ner till 500 m ö.h. (exempel: Kosrae i Mikronesiska federationen, Gau på Fiji).

### Regionala termer
Definitionen av molnskog är tvetydig, och begreppet används till olika biotoper och skogar i olika klimatzoner. Dessutom kan definitionen bero på i vilken region som åsyftas, eller vilket språk som används för definitionen. Engelskans cloud forest och spanskans latinamerikanska motsvarigheter förknippas mest med bergsskogar i Syd- och Centralamerika, men den används sällan i övriga tropiska världsregioner. I Asien talas det ofta om övre bergsregnskog (upper montane rainforest), men begreppen elfin forest ('älvskog') och mossy forest ('mosskog') förekommer också. I Afrika används både afromontan skog (afromontane forest) och övre bergsregnskog.
I Latinamerika används flera begrepp på spanska. Bosque nublado är vanligast, men även bosque de niebla och selva nublada förekommer; alla är varianter på samma "molnskog"-tema. I Mexiko kallas skogen bosque mesófilo de montaña ('mesofil bergsskog'). I Anderna kallas bältet av molnskog längs med bergssidorna för ceja andina ('andinskt ögonbryn'), medan växtzonen med bergsregnskog (där molnskogen påträffas) i Peru, Bolivia och Argentina ofta benämns Yungas.
På tyska är Nebelwald ('dimskog') det vanligaste begreppet. Wolkenwald ('molnskog') förekommer ibland, som direkt översättning av engelskans cloud forest. Ibland syns också termen Gebirgs-Nebelwald ('bergsdimskog'). Portugisisk motsvarighet är selva neblina ('tropisk molnskog'), fransk forêt de nuage' ('molnskog')
På svenska används både dimskog och molnskog. Dimskogen beskriver ofta den högre liggande delen av skogen, det vill säga den som ofta ligger inom den tempererade växtzonen.[källa behövs]

## Molnskog på film och i litteratur
Skogstypen har i populärmedier bland annat visats upp i presentationer av bergsgorillornas miljöer, exempelvis via De dimhöljda bergens gorillor.

## Utbredning

### Tropiska och subtropiska områden

#### Afrika
- Angola
- Burundi
- Gabon
- Kamerun
- Kenya
- Kongo-Kinshasa
- Madagaskar
- Moçambique
- Rwanda
- Tanzania

#### Asien
- Brunei
- Filippinerna
- Indien
- Indonesien
- Kambodja
- Malaysia
- Myanmar
- Sri Lanka
- Vietnam

#### Nord- och Centralamerika
- Costa Rica
- El Salvador
- Guatemala
- Honduras
- Nicaragua
- Panama

#### Oceanien
- Fiji
- Mikronesiens federerade stater
- Papua Nya Guinea

#### Sydamerika
- Bolivia
- Brasilien
- Colombia
- Ecuador[4]
- Peru
- Venezuela

### Tempererade områden (dimskogar)
- Argentina
- Australien – Lamingtons nationalpark (Queensland)
- Kina – Yunnanplatån
- Haiti
- Mexiko – Sierra Madre[förtydliga] och Chiapas skogar
- Nya Zeeland – delar av Fiordland, samt berget Cargill
- Portugal – Azorerna och Madeira
- Spanien – Kanarieöarna
- Taiwan
- USA – Santa Cruz, Kalifornien, redwoodskogarna i Kalifornien
- Kalopa Park på Hawaii